# Hidden Figures
Hidden Figures is een Amerikaanse biografische film uit 2016, geregisseerd door Theodore Melfi. De film is gebaseerd op het gelijknamige boek van Margot Lee Shetterly.

## Verhaal
De film vertelt het waargebeurde verhaal van de Afro-Amerikaanse wetenschapsters Katherine Johnson en haar twee collega’s Dorothy Vaughan en Mary Jackson die allen werkten als menselijke computers in de West Area Computing Unit van het NASA Langley Research Center. De West Area Computing Unit was een groep die uitsluitend uit vrouwelijke Afro-Amerikaanse wetenschappers bestond en een belangrijk aandeel had in de ruimtewedloop. Dankzij hun berekeningen slaagde de Amerikaanse ruimtevaarder John Glenn er in 1962 als eerste Amerikaan in een baan om de aarde te vliegen.

## Rolverdeling
| Acteur           | Personage         |
| ---------------- | ----------------- |
| Taraji P. Henson | Katherine Johnson |
| Octavia Spencer  | Dorothy Vaughan   |
| Janelle Monáe    | Mary Jackson      |
| Kevin Costner    | Al Harrison       |
| Kirsten Dunst    | Vivian Mitchell   |
| Jim Parsons      | Paul Stafford     |
| Glen Powell      | John Glenn        |
| Mahershala Ali   | Jim Johnson       |
| Maria Howell     | Ms. Summer        |
| Aldis Hodge      | Levi Jackson      |
| Rhoda Griffis    | Librarian         |

## Productie

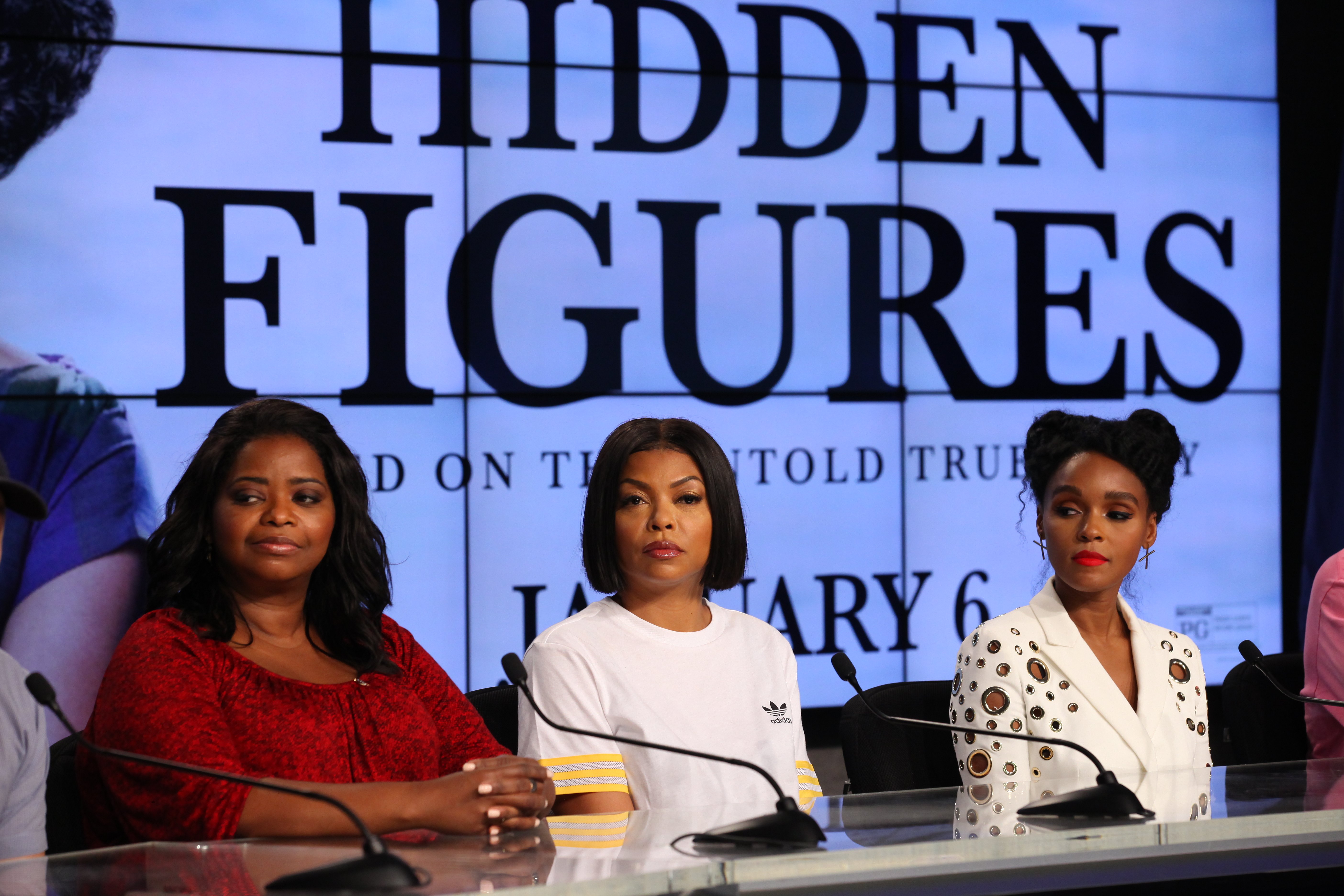
Spencer, Henson en Monáe in het Kennedy Space Center in december 2016.

Op 9 juli 2015 werd bekendgemaakt dat filmproducente Donna Gigliotti de filmrechten had verkregen van het non-fictieboek Hidden Figures van Margot Lee Shetterly en dat Theodore Melfi was aangetrokken voor de regie. De filmopnamen gingen van start begin maart 2016 in Atlanta (Georgia) en er werd gefilmd op de Lockheed Martin Aeronautics van de Dobbins Air Reserve Base.

## Muziek
Pharrell Williams schreef de originele liedjes van de film. Ook schreef hij in samenwerking met Hans Zimmer en Benjamin Wallfisch de originele filmmuziek. De pianist Herbie Hancock was daarbij de solist.

## Prijzen en nominaties
De belangrijkste:
| Jaar | Prijs                    | Categorie                                    | Genomineerde(n)                                      | Uitslag     |
| ---- | ------------------------ | -------------------------------------------- | ---------------------------------------------------- | ----------- |
| 2018 | Grammy Awards            | Best Compilation Soundtrack for Visual Media | Diverse artiesten                                    | Genomineerd |
| 2018 | Grammy Awards            | Best Score Soundtrack for Visual Media       | Hans Zimmer, Pharrell Williams en Benjamin Wallfisch | Genomineerd |
| 2017 | Academy Awards           | Beste film                                   |                                                      | Genomineerd |
| 2017 | Academy Awards           | Beste vrouwelijke bijrol                     | Octavia Spencer                                      | Genomineerd |
| 2017 | Academy Awards           | Beste bewerkte scenario                      | Allison Schroeder en Theodore Melfi                  | Genomineerd |
| 2017 | Golden Globes            | Beste vrouwelijke bijrol                     | Octavia Spencer                                      | Genomineerd |
| 2017 | Golden Globes            | Beste filmmuziek                             | Hans Zimmer, Pharrell Williams en Benjamin Wallfisch | Genomineerd |
| 2017 | Satellite Awards         | Beste film                                   | Beste film                                           | Genomineerd |
| 2017 | Satellite Awards         | Beste actrice                                | Taraji P. Henson                                     | Genomineerd |
| 2017 | Satellite Awards         | Beste actrice in een bijrol                  | Octavia Spencer                                      | Genomineerd |
| 2017 | Satellite Awards         | Beste bewerkte script                        | Allison Schroeder en Theodore Melfi                  | Genomineerd |
| 2017 | Satellite Awards         | Beste filmmuziek                             | Hans Zimmer                                          | Genomineerd |
| 2017 | Satellite Awards         | Beste filmsong                               | "Runnin'" – Pharrell Williams                        | Genomineerd |
| 2017 | Satellite Awards         | Beste rolbezetting                           | Volledige cast                                       | Gewonnen    |
| 2016 | National Board of Review | Top 10 films van het jaar                    | Top 10 films van het jaar                            | Gewonnen    |
| 2016 | National Board of Review | Beste rolbezetting                           | Volledige cast                                       | Gewonnen    |
| 2016 | Critics' Choice Awards   | Beste actrice in een bijrol                  | Janelle Monáe                                        | Genomineerd |
| 2016 | Critics' Choice Awards   | Beste bewerkte script                        | Allison Schroeder en Theodore Melfi                  | Genomineerd |
| 2016 | Critics' Choice Awards   | Beste acteerensemble                         | Volledige cast                                       | Genomineerd |